# Castillo y parque botánico de Neuvic
El castillo de Neuvic(en francés: Château de Neuvic) es un château francés situado en la comuna de Neuvic-Sur-L'Isle, departamento de Dordoña, en la región de Nueva Aquitania. El castillo fue inscrito en el título de los monumentos históricos en 1977 y luego clasificado en 1952.
El parque botánico de Neuvic (en francés: Parc botanique de Neuvic) es un parque y jardín botánico de 6 hectáreas de extensión, dependiente administrativamente de una sociedad privada . Se encuentra abierto en los meses cálidos del año, se cobra una tarifa de entrada en la época de floración.  

## Historia
El parque se encuentra en una isla, y rodea a un château construido en 1530 con elementos arquitectónicos tanto medievales como del siglo XVIII. 
Desde el año de 1950 el château ha servido de hogar para niños huérfanos y ha sido administrado por la fundación «Fondation Hospice des Orphelines de Périgueux».
El parque botánico fue creado en 1993 gracias a la colaboración entre la «Société Botanique du Périgord», el «Syndicat d'Initiative de Neuvic» y el «Institut Médico-Educatif», y fue abierto al público en 1995.

## Colecciones
Actualmente el jardín alberga unas 1,00 plantas representando 30 géneros, sobre todo de plantas nativas de Dordogne, incluyendo robles, aceres, cornos, magnolias, abedules, y variedades antiguas de manzanos, además de deutzia, hibiscus, hydrangea, y peonías. 
El parque también contiene una romántica gruta en estilo de las construidas en el siglo XVIII.